# Компоце
Компоце (пол. Kompocie) — село в Польщі, у гміні Пунськ Сейненського повіту Підляського воєводства.
Населення — 98 осіб (2011).
У 1975-1998 роках село належало до Сувальського воєводства.

## Демографія
Демографічна структура станом на 31 березня 2011 року:
|          | Загалом | Допрацездатний вік | Працездатний вік | Постпрацездатний вік |
| -------- | ------- | ------------------ | ---------------- | -------------------- |
| Чоловіки | 55      | 12                 | 35               | 8                    |
| Жінки    | 43      | 5                  | 24               | 14                   |
| Разом    | 98      | 17                 | 59               | 22                   |